# ياسين عدنان

رواية هوت ماروك

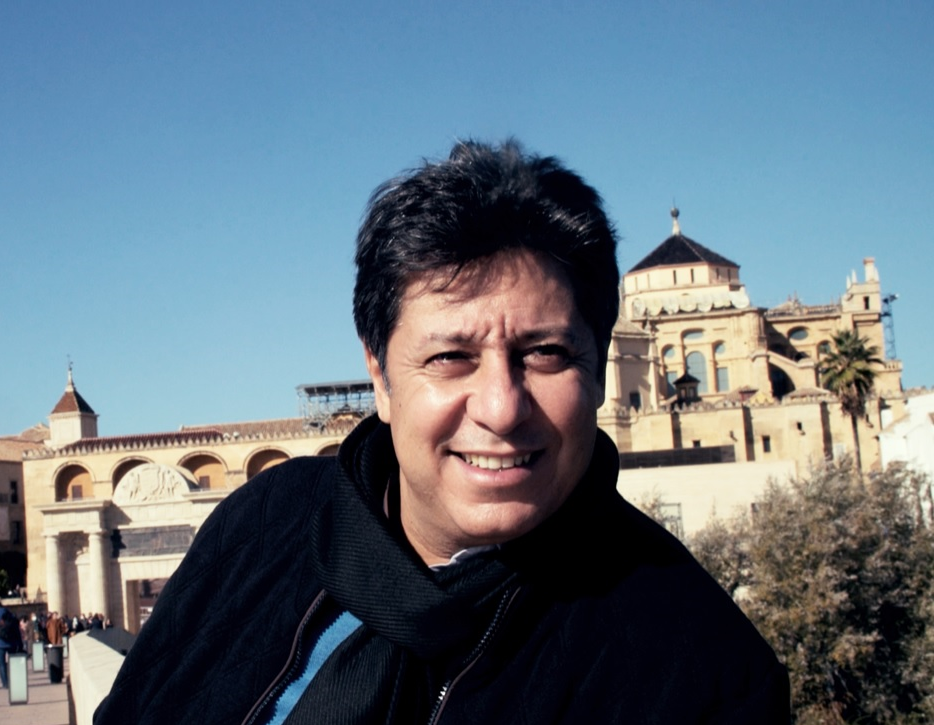
ياسين عدنان

ياسين عدنان هو صحفي وكاتب ومؤلف مغربي، ولد في 1970 في آسفي في المغرب.، عاش طفولته بمدينة مراكش .
يعد احد رموز "الغارة الشعرية" التي اعتبرت تكتّلا للحركة الشعرية الجديدة في المغرب بداية التسعينيات.امتهن الصحافة الثقافية و التنشيط التلفزي.
اشتهر برنامجه الثقافي التلفزيوني الأسبوعي "مشارف" الذي انطلق سنة 2006 على القناة الاولى و توقف بثه سنة 2019 .
له أربعة دواوين شعرية وثلاث مجموعات قصصية إضافة إلى كتاب عن مراكش، "مراكش: أسرار معلنة" بالاشتراك مع سعد سرحان (2008)، و"شهرزاد المغربية: شهادات ودراسات حول فاطمة المرنيسي" (2016). "هوت ماروك" (2016) روايته الأولى.

## المسار الدراسي:
خريج كلية الآداب والعلوم الإنسانية بجامعة القاضي عياض مراكش الأدب الإنجليزي.
دبلوم علوم التربية بجامعة محمد الخامس بالرباط.
حاصل على شهادة من جامعة أوريغن الأمريكاية في تخصص مهارات التفكيرالنقدي.

## المسار المهني:
اشتغل بسلك التدريس لسنوات قبل أن يتفرغ للكتابة والعمل الصحفي.

## من مؤلفاته:
- ديوان Mannequins: (شعر، منشورات اتحاد كتاب المغرب، 2000).
- من يصدق الرسائل؟: مجموعة قصصية، (دار ميريت للنشر، القاهرة،2001).
- رصيف القيامة، (عن دار المدى السورية 2003).
- تفاح الظلّ: مجموعة قصصية، (منشورات مجموعة البحث في القصة القصيرة بالمغرب سنة 2006).
- لا أكاد أرى، (عن دار النهضة، بيروت 2007).
- دفتر العابر (عن دار النشر توبقال سنة 2012).
- فرح البنات بالمطر الخفيف، (دار العين، القاهرة،2013).
- هوت ماروك (عن دار النشر الفنك، 2016). (هي روايته الأولى).
- كتاب: مراكش التي كانت (2019).
- «أن تكون فلسطينياً»منشورات المتوسط، ميلانو 2022..188 صفحة.[4]

## من أعماله التلفزيونية
- يعد ويقدم البرنامج الثقافي التلفزيوني الأسبوعي «مشارف (برنامج تلفزيوني)» ابتداء من 2006 حتى اليوم. (قناة الأولى التلفزيون المغربي).
- بيت ياسين (برنامج تلفزيوني) (قناة الغد).

## الإنجازات العالمية:
رواية "هوت ماروك" (2016) وصلت إلى القائمة الطويلة للجائزة العالمية للرواية العربية عام 2017.